# Andrea Zlatar Violić
Andrea Zlatar Violić (ur. 13 kwietnia 1961 w Zagrzebiu) – chorwacka polityk, wykładowczyni akademicka i dziennikarka, w latach 2011–2015 minister kultury.

## Życiorys
W 1980 ukończyła szkołę średnią w Zagrzebiu, a w 1984 studia z komparatystyki i filozofii na wydziale filozofii Uniwersytetu w Zagrzebiu. Na tym samym wydziale uzyskała magisterium (1988) i doktorat (1992) w zakresie nauk humanistycznych. Od 1984 jako nauczyciel akademicki związana z macierzystą uczelnią, zatrudniona w katedrze literatury porównawczej. Zajęła się także działalnością dziennikarską i wydawniczą, została redaktorką w pismach „Gordogan”, „Vijenac” i „Zarez”. Członkini PEN Clubu w Chorwacji i chorwackiego stowarzyszenia pisarzy. Autorka publikacji książkowych, w tym zbiorów esejów.
W latach 2001–2005 wchodziła w skład władz miejskich Zagrzebia, gdzie odpowiadała za kulturę. W 2005 została wiceprzewodniczącą stołecznych struktur Chorwackiej Partii Ludowej. Od grudnia 2011 do marca 2015 sprawowała urząd ministra kultury w rządzie Zorana Milanovicia.